# On ne meurt pas comme ça
Pour plus de détails, voir Fiche technique et Distribution.
On ne meurt pas comme ça est un film français de Jean Boyer sorti en 1946.
C'est un remake du film américain de 1933 The Death Kiss.

## Fiche technique
- Titre : On ne meurt pas comme ça
- Réalisation : Jean Boyer
- Scénario : Ernst Neubach
- Adaptation : Ernst Neubach, Jacques Maret, Christiane Imbert
- Dialogues : André Tabet
- Musique : Joe Hajos
- Décors : Aimé Bazin
- Photographie : Charles Suin
- Cameraman : Walter Wottitz
- Son : Lucien Lacharmoise
- Montage : Yvonne Martin
- Société de production : Tarcali et Neubach (Vox Production)
- Société de distribution : Astra Paris Film
- Pays de production :  France
- Format : Noir et blanc - 1,37:1 - 35 mm - Son mono
- Genre : Comédie dramatique
- Durée : 105 min. (1h45)[2]
- Date de sortie : 
  - France : 3 juillet 1946

## Distribution
- Erich von Stroheim : Eric von Berg, le réalisateur du "Fouet du destin"
- Anne-Marie Blanc : Marianne Legrand
- Denise Vernac : Lynn Laurens
- Jean Témerson : Le commissaire  Martin
- Georges Tabet : l'inspecteur Cazenave
- Jean-Jacques Delbo : Pierre Vanier
- Jean Berton : Le régisseur
- Sylvie : Suzanne Bouvier
- Georges Lannes : Le docteur Jacques Forestier
- Jean Sinoël : Marcel Henri Bourjus
- Marcel Vallée : Le producteur du film
- Hélène Karsenty : La jeune Hindoue (sous le nom de H. Karsanti)
- René Stern
- André Numès Fils : Un invité du studio
- René Havard : L'assistant
- Alfred Rode et son orchestre tzigane (Eux-mêmes)
- Colette Mareuil
- Marcel Charvey